# Wadi Allaqi
Wadi Allaqi és el riu més gran de la part sud del desert oriental d'Egipte. Té uns 250 km de sud-est (on neix) a nord-est (on desaigua al Llac Nasser). Normalment no porta aigua. Quan en porta desaigua a uns 150 km al sud d'Assuan. El 1994 va desaiguar durant deu dies seguits però això no és gaire freqüent. Les aigües del Llac Nasser entren al llit del riu uns 50 km.
La regió a cada costat del riu té el mateix nom, i és àrida i amb poca pluja, i el riu corre algunes vegades gràcies a la pluja de les muntanyes de la costa de la Mar Roja on neix.
La zona a l'oest del riu entra a territori sudanès però està administrada per Egipte (Sudan administra una regió egípcia a la costa).
La temperatura a la zona arriba sovint als 40 graus però a l'hivern hi fa fred.

## Història
Probablement les mines d'or de Núbia esmentades a la XVIII dinastia (vers 1400 aC) eren a aquest riu. Ja s'explotava amb seguretat l'or en temps dels romans. A l'edat mitjana hi va haver una gran explotació de la sorra aurífera, però es va abandonar al final de l'edat mitjana després de l'extracció de considerable quantitat d'or (vegeu Assuan) quan la zona va formar un virtual estat independent. Al segle xx es va reobrir l'explotació amb el nom de mines d'Umm Gharayat però ja estan tancades altre cop. El 1993 fou designada com as reserva de la biosfera dependent de l'Agència Egípcia d'Afers mel Medi Ambient.
A Onib hi ha diverses inscripcions de l'antic Egipte a les roques.